# Tomáš Vávra (florbalista)
Tomáš Vávra (* 27. června 1987) je bývalý český florbalový útočník a devítinásobný mistr Česka. V české nejvyšší soutěži hrál v letech 2004 až 2021.

## Klubová kariéra
Vávra v dětském věku začínal s florbalem v klubu SK Kotlářka, ale v roce 2001 přestoupil do oddílu Tatran Střešovice. V nejvyšší soutěži za Tatran poprvé nastoupil v sezóně 2004/2005, ve které obhájili pátý titul v řadě. Celkem v Tatranu do roku 2014 odehrál deset sezón, ve kterých s ním získal sedm zlatých medailí. Od ročníku 2010/2011 hrál v týmu s mladším bratrem Markem. Společně, kromě dvou ligových titulů, získali i první klubové stříbro na Poháru mistrů v roce 2011. Vávra vstřelil ve finálovém zápase gól.
V roce 2014 přestoupil do oddílu TJ JM Chodov. Tomu v sezóně 2015/2016 pomohl brankou v superfinále k zisku prvního mistrovského titulu. Ten obhájili i o rok později, již opět i s bratrem. Za Chodov hrál až do roku 2021, kdy ukončil vrcholovou kariéru. V dalších dvou sezónách hrál za partnerský oddíl Traverza v Národní lize. K roku 2023 držel rekord 163 odehraných zápasů v play-off nejvyšší soutěže.
Od roku 2023 je na Chodově společně s Michalem Podhráským trenérem juniorského týmu.

## Reprezentační kariéra
Vávra reprezentoval Česko na mistrovství světa do 19 let v roce 2005.
Hrál i na třech Akademických mistrovstvích světa v letech 2008, 2010 a 2012. Na všech třech získal medaili, z toho na domácím v roce 2012 zlatou.
| Umístění | Soutěž                                       |
| -------- | -------------------------------------------- |
| 5.       | Mistrovství světa ve florbale do 19 let 2005 |

## Rodina
Vávrova manželka Jana je bývalá extraligová hráčka, sedminásobná vicemistryně Česka a reprezentantka. Jeho bratr Marek je superligový hráč a trojnásobný mistr Česka.